# 南橋本駅

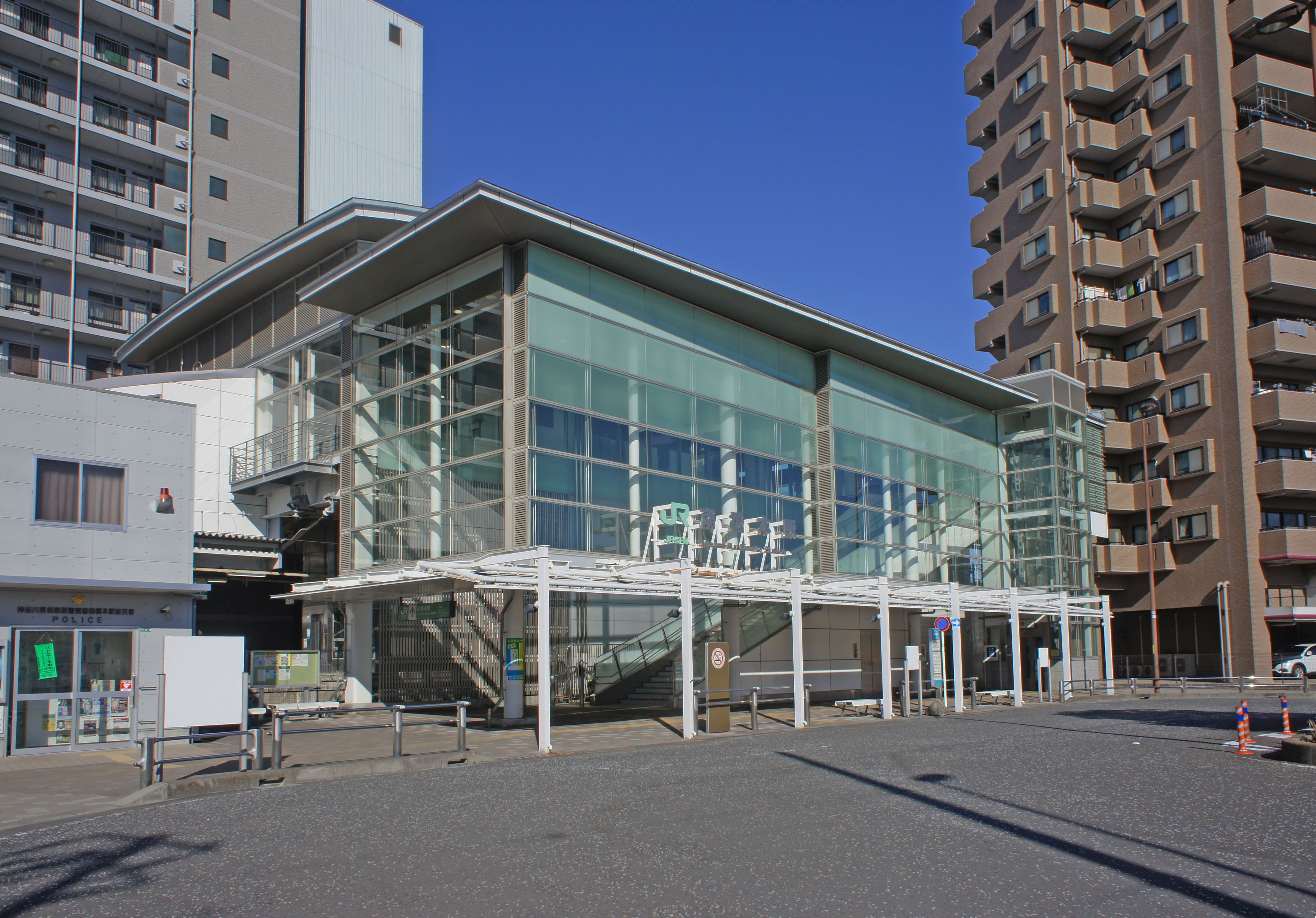
東口（2022年2月）

南橋本駅（みなみはしもとえき）は、神奈川県相模原市中央区南橋本二丁目にある、東日本旅客鉄道（JR東日本）相模線の駅である。

## 歴史
- 1932年（昭和7年）11月1日：相模鉄道の大河原停留場（おおかわらていりゅうじょう）として開業[1]。
- 1940年（昭和15年）：相模町停留場（さがみまち停留場）に改称[1]。
- 1941年（昭和16年）4月1日届出：駅に昇格、相模町駅（さがみまちえき）となる[1]。
- 1944年（昭和19年）6月1日：戦時買収により国有化、運輸通信省（後の日本国有鉄道）相模線の駅となる[1]。同時に南橋本駅に改称[1]。
- 1987年（昭和62年）4月1日：国鉄分割民営化により、東日本旅客鉄道・日本貨物鉄道の駅となる[1]。
- 1992年（平成4年）7月6日：駅構内の橋本寄りの分岐器上で貨物列車牽引のディーゼル機関車と貨車数両が脱線。
- 1996年（平成8年）3月13日：貨物列車発着の最終日。
  - 三菱セメントの包装所や施設への専用線があり、セメント貨物輸送を行っていた。
- 1997年（平成9年）
  - 3月4日：自動改札機を設置し、供用開始[4]。
  - 7月1日：JR貨物の駅が廃止され、貨物の取扱いを終了[1]。
- 2000年（平成12年）11月：当駅 - 宿河原駅（南武線）間の運賃表示に誤りがあることが発覚（JR運賃誤表示問題の発端）。これを受けた運輸省（現・国土交通省）の調査によると、全国の鉄道事業者800駅以上でも同様の表示ミスが判明した。
- 2001年（平成13年）11月18日：ICカード「Suica」供用開始。
- 2006年（平成18年）
  - 10月1日：東西自由通路開通。
  - 10月3日：橋上駅舎供用開始[5]。
- 2007年（平成19年）11月15日：有人改札側から4番目（東端）の改札口を、Suica専用機に置き換え。
- 2008年（平成20年）3月：駅周辺整備工事完成。
- 2012年（平成24年）2月29日：みどりの窓口の営業を終了。

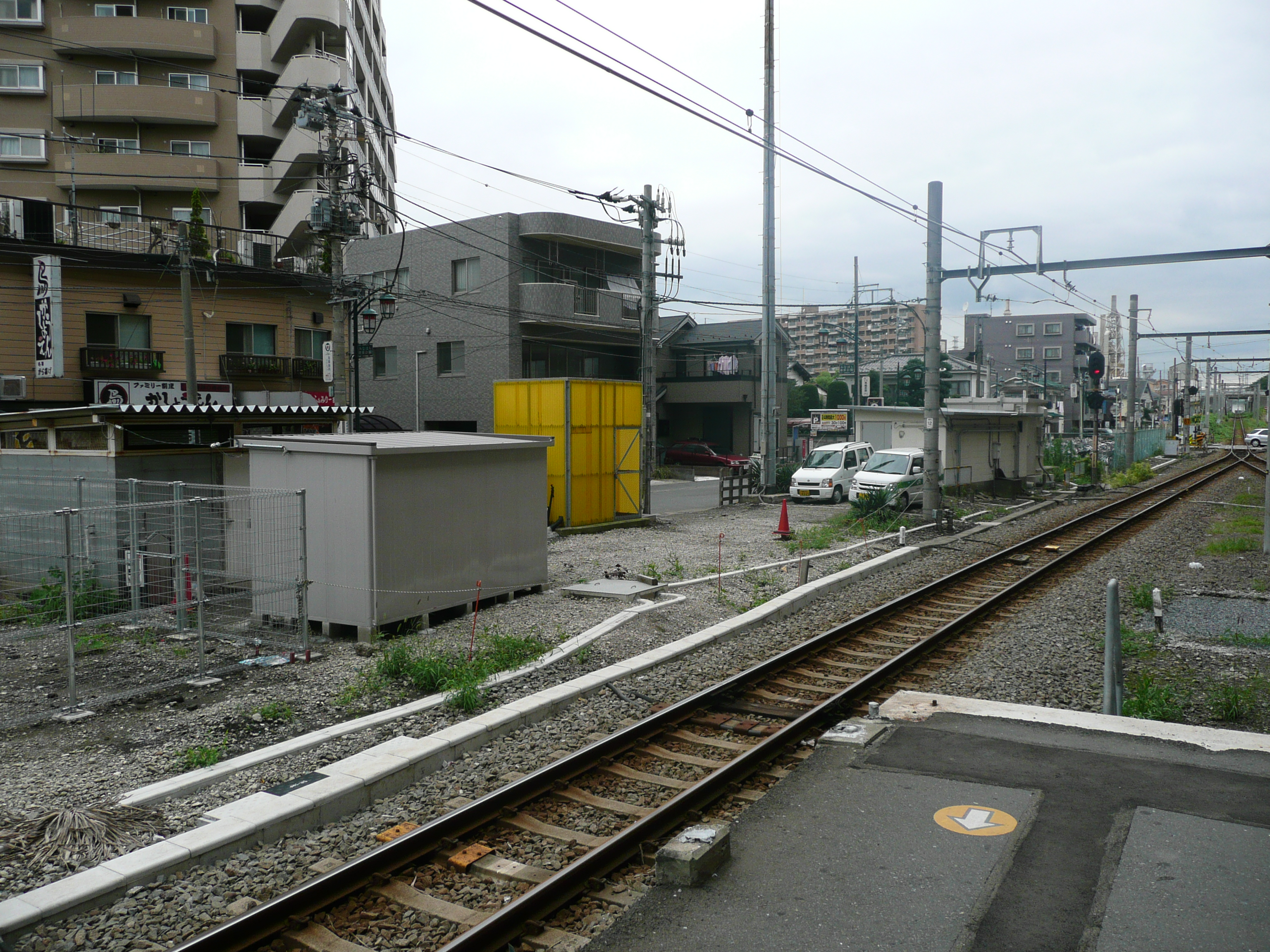
旧駅舎跡地。画像中央の黄色の建物の隣に旧駅舎があった。
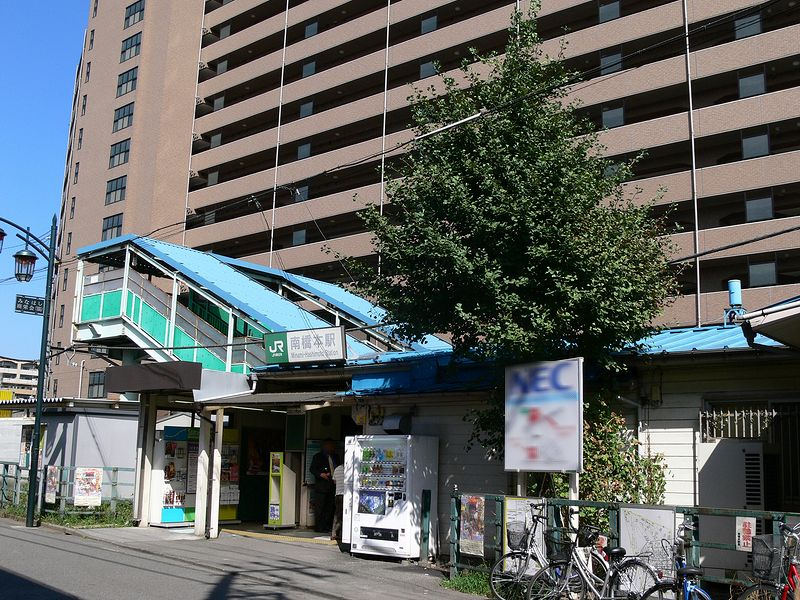
移転直前の旧駅舎。かつてマンションの位置にセメントサイロと貨物側線があった。（2006年9月）

## 駅構造
島式ホーム1面2線を有する地上駅で、東西自由通路のある橋上駅舎を備える。
ホームの茅ケ崎寄りの端部・1号車先頭ドア付近に階段が、ホーム中央・3号車茅ケ崎寄り付近にエスカレーターが、ホーム中央・2号車付近にエレベーターが設置され、ホームと駅舎を連絡している（4両編成のうち茅ケ崎寄りが1号車、橋本寄りが4号車）。駅舎は2006年10月に改築されたもので、それ以前には木造の地平駅舎であった。これについては後述する。
その他、改札内にはトイレがエスカレーターとエレベーターの間にあり、手前から順に男子トイレ、多機能トイレ、女子トイレの順で並んでいる。
西口・東口の出口にそれぞれエスカレーターおよびエレベーターが設置されている。西口・東口のエスカレーターはともに上りのみ。またエレベーターは手前のドアから乗って奥のドアから降りる、ウォークスルータイプを使用している。
橋本駅管理の業務委託駅（JR東日本ステーションサービス委託）で、自動券売機・多機能券売機・自動改札機を設置している。お客さまサポートコールシステムが導入されており、早朝および夜間の一部時間帯は遠隔対応のため改札係員は不在となる。また、駅構内には売店や公衆電話などはないが、自動販売機がホームと駅舎内に1台ずつ設置されている。
東口はロータリーとなっており、タクシー乗り場と交番がある。東口階段の下には公衆トイレが設置されている。

### のりば
| 番線 | 路線    | 方向 | 行先                     |
| ---- | ------- | ---- | ------------------------ |
| 1    | ■相模線 | 下り | 橋本方面                 |
| 2    | ■相模線 | 上り | 海老名・厚木・茅ケ崎方面 |

（出典：JR東日本:駅構内図）
相模線の駅では基本的に1番線が茅ケ崎方面、2番線が橋本方面ののりばとなっているが、南橋本駅のみ逆転している。
- 相模線の電化前は当駅 - 橋本間の区間列車が設定され、側線を有したが、のちに全て撤去されている。

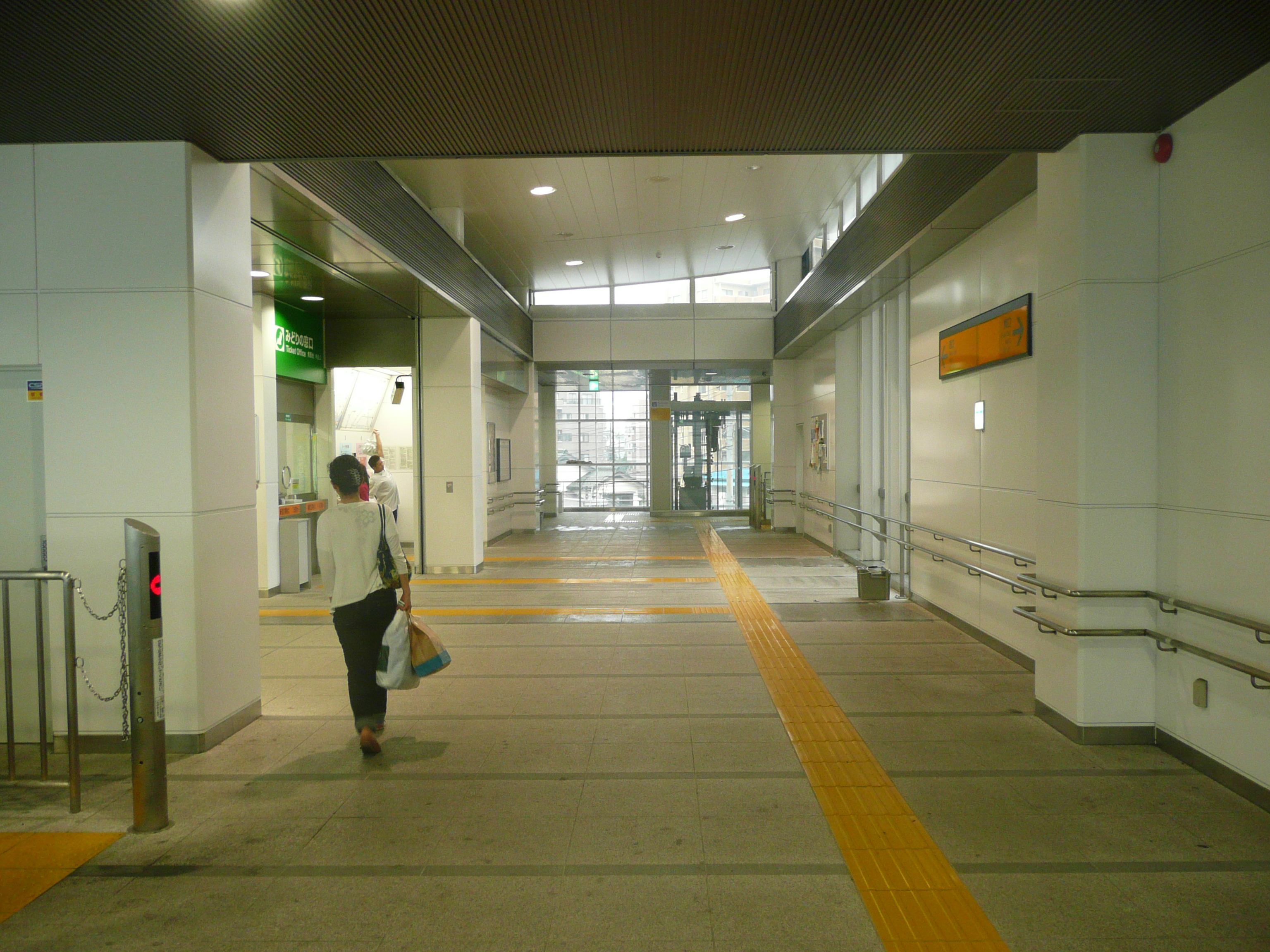
東西自由通路（2007年7月）
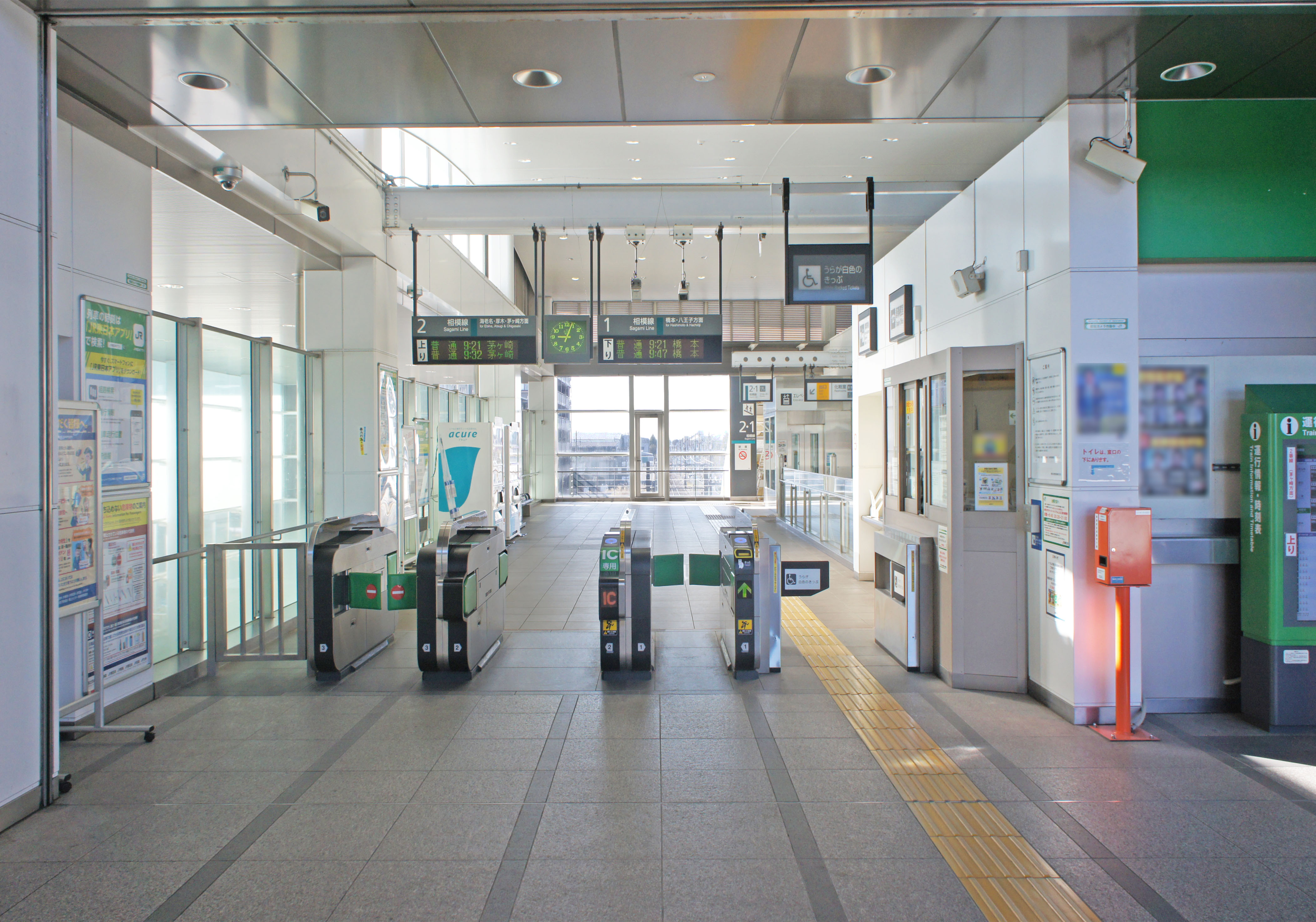
改札口（2022年2月）
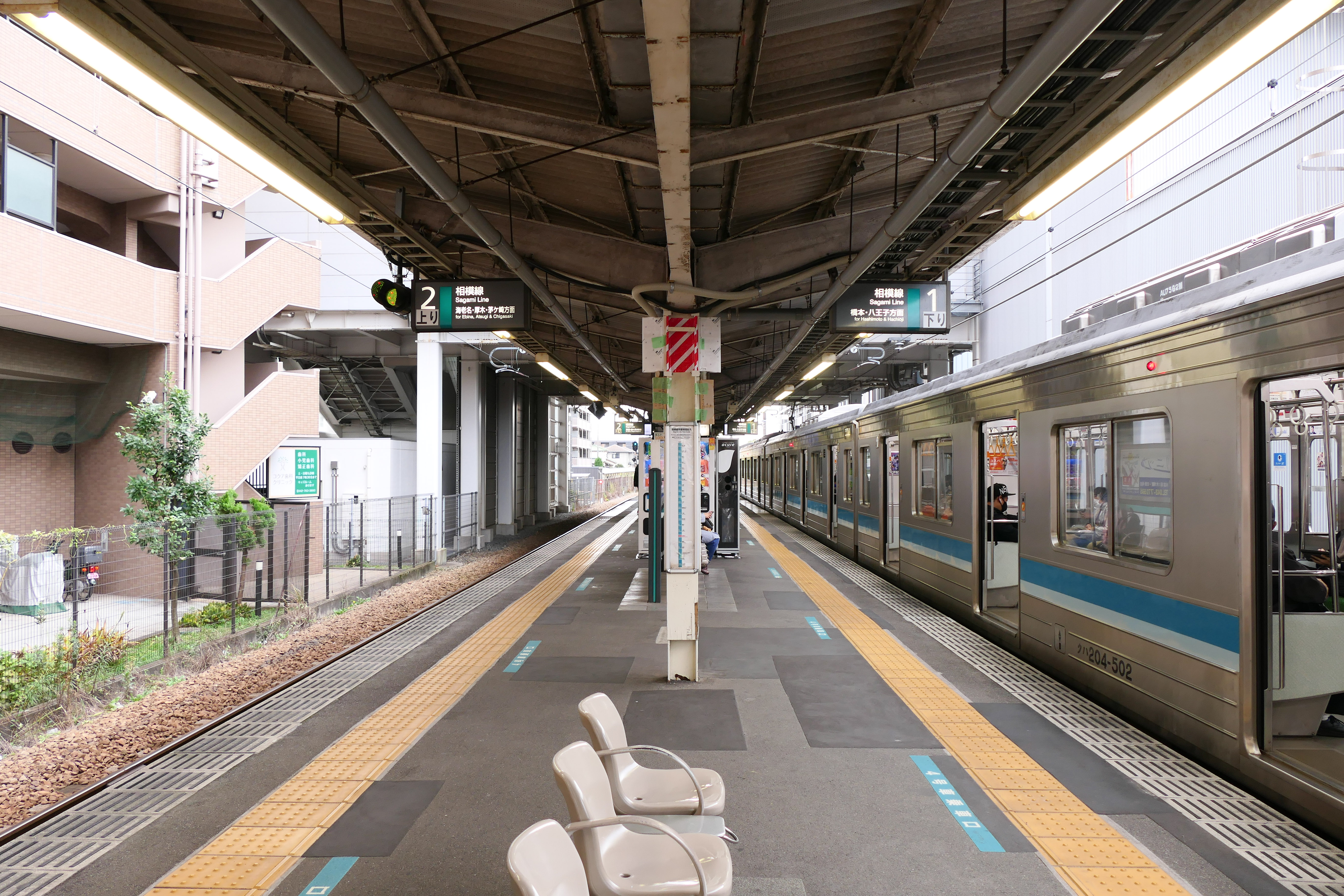
ホーム（2020年11月）

### 駅舎改築について
かつては橋本方西側に平屋建ての駅舎を有し、ホームとは跨線橋で連絡していた。しかし階段だけでエスカレーターやエレベーターはなく、バリアフリーの観点から問題があった。また東西自由通路がなく至近の踏切も1か所しかないことから、線路東側の住民が不便を強いられ、街が東西に分断されていた。このような状況を解消すべく、橋上駅舎と東西自由通路の建設が決定された。
本来は1991年3月16日の相模線電化開業と同時に新駅舎に移行するとされていたが、東側にマンションが次々に建設されるものの、セメント包装所と貨物設備が障害となって計画は進まなかった。21世紀を前にして建設予定地に位置したセメント包装所、貨物設備が撤去された際にようやく駅が改築されると住民も期待し、実際にJR東日本側も着工予定とその2年後の完成予想図を発表したが、着工はどんどん遅れていった。その後、駅用地として確保した土地を駅前スーパーの駐車場とし、しばらくのあいだ駅建設可能な状態を維持したまま数年の停滞が続いた。それらを経て、交通バリアフリー関連の法律施行にも後押しされ、ようやく工事が開始された。
橋上駅舎の工事は2005年に着工した。2006年10月1日に東西自由通路の使用を開始。2日後の10月3日には駅舎部分の使用を開始した。『タウンニュース』（2005年の記事）や相模原市の公式サイトによると、駅舎・東西自由通路・駅周辺工事の総工費は約14億円で、90%以上を相模原市が負担した。
東西自由通路開業当日の2006年10月1日には地元の盆踊りや西口でのテープカットなど、相模原市による式典が行われた。新駅舎の開設に伴って、旧駅舎および跨線橋は閉鎖され、その後撤去された。
2008年には駅前広場が完成した。

## 利用状況
2023年度（令和5年度）の1日平均乗車人員は5,295人である。
1975年度（昭和50年度）以降の1日平均乗車人員の推移は下表の通りである。
| 年度               | 1日平均 乗車人員 | 出典     |
| ------------------ | ---------------- | -------- |
| 1975年（昭和50年） | 1,268            |          |
| 1980年（昭和55年） | 1,003            |          |
| 1985年（昭和60年） | 1,158            |          |
| 1989年（平成元年） | 2,122            |          |
| 1993年（平成05年） | 4,768            |          |
| 1995年（平成07年） | 4,500            | [ * 1 ]  |
| 1998年（平成10年） | 5,088            | [ * 2 ]  |
| 1999年（平成11年） | 4,995            | [ * 3 ]  |
| 2000年（平成12年） | 5,099            | [ * 3 ]  |
| 2001年（平成13年） | 5,155            | [ * 4 ]  |
| 2002年（平成14年） | 4,988            | [ * 5 ]  |
| 2003年（平成15年） | 4,918            | [ * 6 ]  |
| 2004年（平成16年） | 5,075            | [ * 7 ]  |
| 2005年（平成17年） | 5,125            | [ * 8 ]  |
| 2006年（平成18年） | 5,182            | [ * 9 ]  |
| 2007年（平成19年） | 5,351            | [ * 10 ] |
| 2008年（平成20年） | 5,443            | [ * 11 ] |
| 2009年（平成21年） | 5,311            | [ * 12 ] |
| 2010年（平成22年） | 5,311            | [ * 13 ] |
| 2011年（平成23年） | 5,189            | [ * 14 ] |
| 2012年（平成24年） | 5,213            | [ * 15 ] |
| 2013年（平成25年） | 5,410            | [ * 16 ] |
| 2014年（平成26年） | 5,394            | [ * 17 ] |
| 2015年（平成27年） | 5,467            | [ * 18 ] |
| 2016年（平成28年） | 5,522            | [ * 19 ] |
| 2017年（平成29年） | 5,572            |          |
| 2018年（平成30年） | 5,594            |          |
| 2019年（令和元年） | 5,595            |          |
| 2020年（令和02年） | 4,367            |          |
| 2021年（令和03年） | 4,601            |          |
| 2022年（令和04年） | 4,995            |          |
| 2023年（令和05年） | 5,295            |          |

## 駅周辺

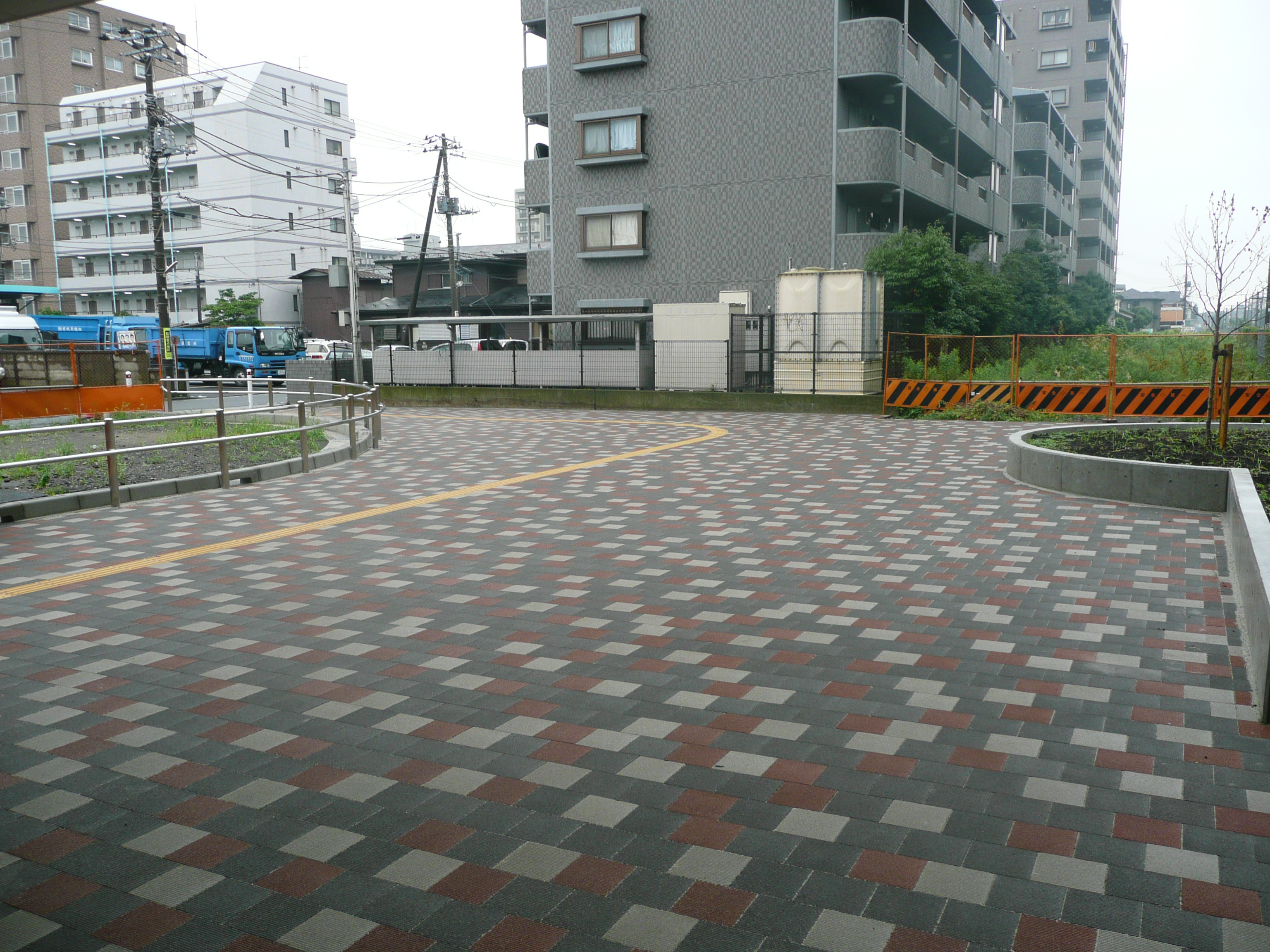
東口広場

国道16号や国道129号といった幹線道路に程近く、1950年代に市が行った工場誘致政策もあって、駅周辺には大手企業の工場が集まっている。
駅東側には多くのマンションが建ち並んでいる。1990年に京王相模原線が橋本駅まで開通し、相模原市北部の利便性が格段に向上。さらに1991年には相模線の電化が実現した。1990年代以降は、駅東側を中心に工場の撤退・移転・縮小が相次ぎ、跡地を利用したマンション建設により人口が急増した。夏の風物詩、南橋本夏祭りは「ふれあい広場」で開催されている。
駅西側には多くの居酒屋・飲食店などが集積し、南橋本商店街を形成している。「みなはし (3784) 商栄会」では「味彩まつり」としてサンバパレードなどを催している。

### 駅周辺の主な施設
東口
- ヒューリックロジスティクス橋本（鉄建建設所有旧相模原スポーツガーデン）
- 相模原清新郵便局
- SWCC 相模原事業所
- ウエルシア 相模原南橋本店
- ドラッグセイムス 相模原南橋本店
- 角上魚類 相模原店
- コーナン相模原小山店
  - ライフ 相模原モール店
  - Joshin 相模原小山店
- 旧神奈川医療少年院
- 相模原市立小山小学校
- 相模原市立小山中学校

西口
- 日本電気 (NEC) 相模原事業場
- マイクロンメモリジャパン 開発センター
- 相模原南橋本ロジスティクスセンター（キャピタランド・三井物産都市開発）
- 東プレ相模原事業所
- スリーエム ジャパン 相模原事業所
- 日本山村硝子 東京工場
- オーケー 下九沢店

## バス路線
当駅最寄りのバス停留所は、大河原（東口、国道16号沿い）と昭和電線前（東口）であり、神奈川中央交通により運行される以下の路線が発着する。
大河原
- 相31：相模原駅南口行、峡の原車庫行
- 相32：相模原駅南口行、相模原協同病院行

昭和電線前
- 相36：相模原駅南口行、下九沢団地行

## 隣の駅
東日本旅客鉄道（JR東日本）
■相模線
上溝駅 - *作ノ口駅 - 南橋本駅 - 橋本駅
*打消線は廃駅

### 記事本文
1. 1 2 3 4 5 6 7 8  石野哲 編『停車場変遷大事典 国鉄・JR編』 II（初版）、JTB、1998年10月1日、83頁。ISBN 978-4-533-02980-6。
2. 1 2  事業エリアマップ - JR東日本ステーションサービス.2021年9月14日閲覧
3. 1 2 3  “駅の情報（南橋本駅）：JR東日本”.   東日本旅客鉄道. 2023年11月18日時点のオリジナルよりアーカイブ。2023年11月19日閲覧。
4. ↑  「JR年表」『JR気動車客車編成表 '97年版』ジェー・アール・アール、1997年7月1日、183頁。ISBN 4-88283-118-X。
5. ↑  思い出の国鉄・JRアルバム第1巻 非電化時代の相模線各駅停車（フォトパブリッシング、2021年6月28日刊）南橋本駅のページ
6. ↑  “東日本ユニオンNo.124号” (PDF). JR 東日本労働組合横浜地方本部. (2015年12月6日) 2016年3月13日閲覧。{{cite news}}:  CS1メンテナンス: 先頭の0を省略したymd形式の日付 (カテゴリ)
7. ↑  相模原市統計書 - 相模原市
8. ↑  神奈川県県勢要覧

### 利用状況
神奈川県県勢要覧
1. ↑  線区別駅別乗車人員（1日平均）の推移 (PDF)  - 19ページ
2. ↑  神奈川県県勢要覧（平成12年度）220ページ
3. 1 2  神奈川県県勢要覧（平成13年度） (PDF)  - 222ページ
4. ↑  神奈川県県勢要覧（平成14年度） (PDF)  - 220ページ
5. ↑  神奈川県県勢要覧（平成15年度） (PDF)  - 220ページ
6. ↑  神奈川県県勢要覧（平成16年度） (PDF)  - 220ページ
7. ↑  神奈川県県勢要覧（平成17年度） (PDF)  - 222ページ
8. ↑  神奈川県県勢要覧（平成18年度） (PDF)  - 222ページ
9. ↑  神奈川県県勢要覧（平成19年度） (PDF)  - 224ページ
10. ↑  神奈川県県勢要覧（平成20年度） (PDF)  - 228ページ
11. ↑  神奈川県県勢要覧（平成21年度） (PDF)  - 238ページ
12. ↑  神奈川県県勢要覧（平成22年度） (PDF)  - 236ページ
13. ↑  神奈川県県勢要覧（平成23年度） (PDF)  - 236ページ
14. ↑  神奈川県県勢要覧（平成24年度） (PDF)  - 232ページ
15. ↑  神奈川県県勢要覧（平成25年度） (PDF)  - 234ページ
16. ↑  神奈川県県勢要覧（平成26年度） (PDF)  - 236ページ
17. ↑  神奈川県県勢要覧（平成27年度） (PDF)  - 236ページ
18. ↑  神奈川県県勢要覧（平成28年度） (PDF)  - 244ページ
19. ↑  神奈川県県勢要覧（平成29年度） (PDF)  - 236ページ

JR東日本の2000年度以降の乗車人員
1. ↑  JR東日本 各駅の乗車人員（2000年度）
2. ↑  JR東日本 各駅の乗車人員（2001年度）
3. ↑  JR東日本 各駅の乗車人員（2002年度）
4. ↑  JR東日本 各駅の乗車人員（2003年度）
5. ↑  JR東日本 各駅の乗車人員（2004年度）
6. ↑  JR東日本 各駅の乗車人員（2005年度）
7. ↑  JR東日本 各駅の乗車人員（2006年度）
8. ↑  JR東日本 各駅の乗車人員（2007年度）
9. ↑  JR東日本 各駅の乗車人員（2008年度）
10. ↑  JR東日本 各駅の乗車人員（2009年度）
11. ↑  JR東日本 各駅の乗車人員（2010年度）
12. ↑  JR東日本 各駅の乗車人員（2011年度）
13. ↑  JR東日本 各駅の乗車人員（2012年度）
14. ↑  JR東日本 各駅の乗車人員（2013年度）
15. ↑  JR東日本 各駅の乗車人員（2014年度）
16. ↑  JR東日本 各駅の乗車人員（2015年度）
17. ↑  JR東日本 各駅の乗車人員（2016年度）
18. ↑  JR東日本 各駅の乗車人員（2017年度）
19. ↑  JR東日本 各駅の乗車人員（2018年度）
20. ↑  JR東日本 各駅の乗車人員（2019年度）
21. ↑  JR東日本 各駅の乗車人員（2020年度）
22. ↑  JR東日本 各駅の乗車人員（2021年度）
23. ↑  JR東日本 各駅の乗車人員（2022年度）
24. ↑  JR東日本 各駅の乗車人員（2023年度）